# Cigány-busalepke
A cigány-busalepke vagy cigánylepke (Erynnis tages) a busalepkék (Hesperiidae) családjának egy faja. Megtalálhatók Európában (a legészakibb területek kivételével) és Ázsia csaknem egész területén. Száraz, meleg, füves területeken fordul elő, 2000 méter tengerszint feletti magasságig, a magasabb részeken valamivel gyakoribb.

## Jellemzése
Szárnyfesztávolsága 2,5 cm. Felszíne sötétbarna, az elülső szárnyon szabálytalan rajzolat, a szegély mentén kis fehér pontok találhatók; a fonák világosbarna alapszínű, halványabb foltokkal. Bár nappali lepke, surranó röpte és sötét színezete miatt éjjeli lepkére emlékeztet. Pihenő helyzetben szárnyait nem csukja össze. A talajhoz közeli virágokat (indás ínfű, patkófű, szarvaskerep) látogatja, a sárga színűeket különösen kedveli. A nedves talajt, elpusztult rovarokat, alkalomadtán a lótrágyát is szívogatja. Évente két nemzedéke van, ezek április-június, illetve július-augusztus között repülnek ki. Hernyójának hossza 18 mm körüli, kövérkés és szőrtelen. A világoszöld hernyó hátán alig felismerhető sötétzöld csík fut, a fej sötétbarna, sárga pöttyökkel; a jól fejlett hernyó színe barnára változik. Tápnövényei pillangósok, pl. kerep, koronafürt. Ideális esetben az első generáció június végére bebábozódik, és létrehozza a második generációt; ez szintén teljesen kifejlődik, hibernált állapotban áttelelve. Nem megfelelő körülmények esetén az első generáció is áttelelhet.

## Fordítás
- Ez a szócikk részben vagy egészben a Kronwicken-Dickkopffalter című német Wikipédia-szócikk ezen változatának fordításán alapul.  Az eredeti cikk szerkesztőit annak laptörténete sorolja fel. Ez a jelzés csupán a megfogalmazás eredetét és a szerzői jogokat jelzi, nem szolgál a cikkben szereplő információk forrásmegjelöléseként.